# Carson City, Nevada
Carson City, nume oficial complet, [The] Consolidated Municipality of Carson City, este capitala statului  Nevada al Statelor Unite ale Americii.  O estimare a populației sale făcută în 2006 indica un număr de  57.701 rezidenți.   Carson City este un en  oraș independent (nu face parte din niciun comitat) care coincide cu propria sa en  zonă metropolitană.  Aidoma multor orașe din Nevada, Carson City a fost fondat în zilele febrilei "goane după argint" (1855 - 1863) din perioada creșterii exponențiale a importanței mineritului atât pentru economia viitorului stat cât și pentru economia de război a Uniunii din timpul războiului civil.  Centru al extracție de argint, Carson City a fost sediul fostului comitatul Ormsby County, fiind denumit după exploratorul Kit Carson. 
Carson City este de asemenea cea mai mică din cele 361 zone statistice metropolitane (în original, en  Metropolitan Statistical Areas) așa cum au fost definite de United States Census Bureau (conform datelor publicate la 1 iulie 2004). 
Orașul cel mai mare din apropierea sa este Reno, care se găsește la aproximativ 50 km (sau 30 de mile) spre nord.  Carson City este unul din cele două orașe capitale ale unui stat al Uniunii care se găsesc la granița cu alt stat, celălalt este Trenton, New Jersey.